# Burton's Gentleman's Magazine

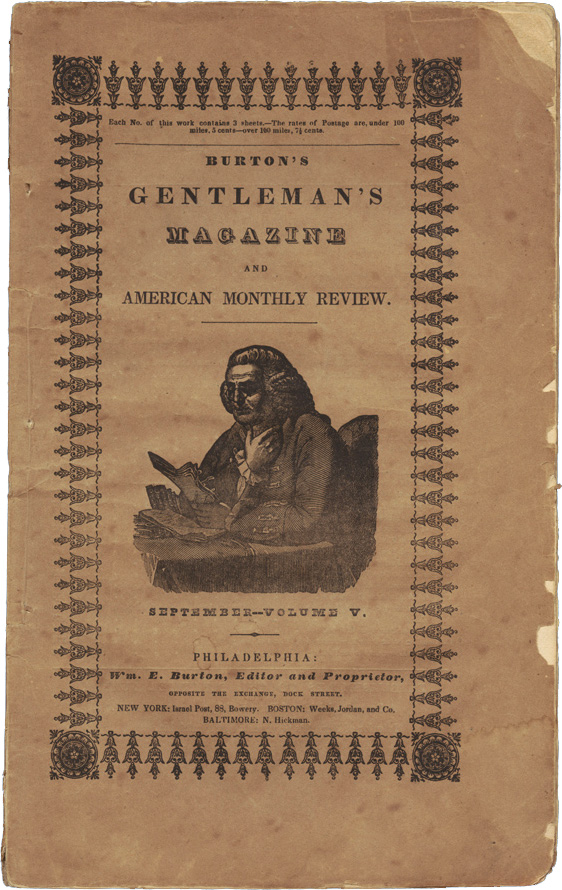
Número de setembro de 1839 da Burton's Magazine

Burton's Gentleman's Magazine, também conhecida por Burton's Magazine, foi uma revista literária fundada por William Evans Burton com sede na cidade da Filadélfia. A publicação sobreviveu poucos anos, entre 1837 e 1840. Em 1840, Burton vendeu a revista para George Rex Graham e a mesma foi incorporada na redação da revista Graham's Magazine .
Edgar Allan Poe foi o editor da Burton's Magazine.